# Spettrometria di massa isotopica

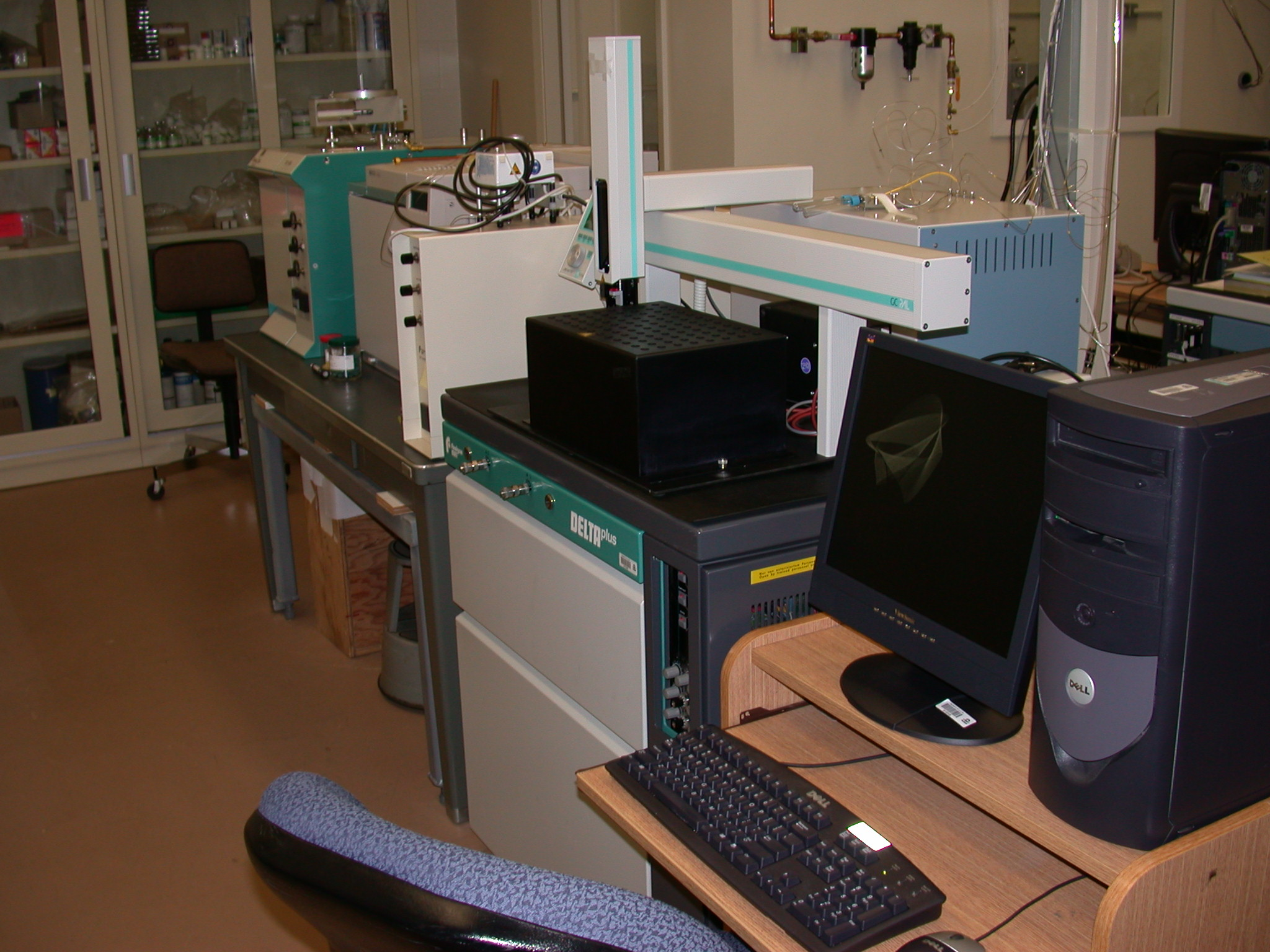
Sistema accoppiato Gas cromatografo-Spettrometro di massa per analisi IRMS

La spettrometria di massa a rapporto di isotopi o IRMS (isotope ratio mass spectrometry) è una tecnica di spettrometria di massa mirata alla ricerca delle quantità relative di isotopi stabili di determinati elementi, tipicamente carbonio.
I campioni devono essere bruciati, per diminuire il numero di composti, e analizzati in fase gassosa.
Si accoppia spesso con la gascromatografia, la combustione può avvenire prima o dopo la separazione cromatografica.
Può essere accoppiata anche con l'ICP.
Dal rapporto isotopico si può distinguere tra vari tipi di vegetali e animali per questo la tecnica è piuttosto usata nel campo dell'analisi alimentare.